# Вонтор, Ангелика
Ангелика Вонтор (пол. Angelika Wątor, р.19 февраля 1994) — польская фехтовальщица-саблистка, чемпионка Европейских игр.

## Биография
Родилась в 1994 году в Бендзине. В 2015 году завоевала золотую медаль Европейских игр.